# Semieje mayor

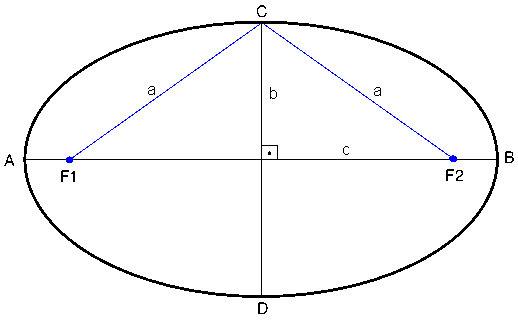
Parámetros de una elipse: a representa el semieje mayor, la distancia entre el centro de la elipse y los puntos A y B, es decir, la mitad del eje mayor

En matemáticas, el semieje mayor de una elipse es la mitad del diámetro más largo; su símbolo es a. En astronomía, es equivalente a la distancia media de un objeto que orbita alrededor de otro, ya que el objeto central (por ejemplo, el Sol) ocupa uno de los focos.
El semieje mayor (semieje mayor semiaxis) es el semidiámetro más largo o la mitad del eje mayor, y por tanto va desde el centro, pasando por un foco, hasta el perímetro. El semieje menor (semieje menor) de una elipse o hipérbola es un segmento de recta que forma ángulo recto con el semieje mayor y tiene un extremo en el centro de la sección cónica. Para el caso especial de una circunferencia, las longitudes de los semiejes son ambas iguales al radio de la circunferencia.
La longitud del semieje mayor a de una elipse se relaciona con la longitud del semieje menor b a través de la excentricidad e y del semilato recto. El latus rectum es la cuerda paralela a la directriz y que pasa por un foco; su semilongitud es el semilatus rectum (ℓ). El valor de {\displaystyle \ell } se calcula como sigue:
{\displaystyle {\begin{aligned}b&=a{\sqrt {1-e^{2}}},\\\ell &=a(1-e^{2}),\\a\ell &=b^{2}.\end{aligned}}}
El semieje mayor de una hipérbola es, según la convención, más o menos la mitad de la distancia entre las dos ramas. Por tanto, es la distancia desde el centro a cualquiera de los vértices de la hipérbola.
Una parábola puede obtenerse como el límite de una secuencia de elipses en las que se mantiene fijo un foco mientras se permite que el otro se aleje arbitrariamente en una dirección, manteniendo fijo {\displaystyle \ell }. Así, a y b tienden a infinito, a más rápido que b.
Los ejes mayor y menor son los ejes de simetría de la curva: en una elipse, el eje menor es el más corto; en una hipérbola, es el que no interseca a la hipérbola.

## Elipse
La ecuación de una elipse es
{\displaystyle {\frac {(x-h)^{2}}{a^{2}}}+{\frac {(y-k)^{2}}{b^{2}}}=1,}
donde (h, k) es el centro de la elipse en coordenadas cartesianas, en la que un punto arbitrario viene dado por (x, y).
El semieje mayor es el valor medio de las distancias máxima y mínima {\displaystyle r_{\text{max}}} y {\displaystyle r_{\text{min}}} de la elipse a un foco -es decir, de las distancias de un foco a los puntos extremos del eje mayor:
{\displaystyle a={\frac {r_{\text{max}}+r_{\text{min}}}{2}}.}
En astronomía estos puntos extremos se denominan ápsides.
El semieje menor de una elipse es la media geométrica de estas distancias:
{\displaystyle b={\sqrt {r_{\text{max}}r_{\text{min}}}}.}
La excentricidad de una elipse se define como
{\displaystyle e={\sqrt {1-{\frac {b^{2}}{a^{2}}}}},}
así que
{\displaystyle r_{\text{min}}=a(1-e),\quad r_{\text{max}}=a(1+e).}
Consideremos ahora la ecuación en coordenadas polares, con un foco en el origen y el otro en la dirección {\displaystyle \theta =\pi }:
{\displaystyle r(1+e\cos \theta )=\ell .}
El valor medio de {\displaystyle r=\ell /(1-e)} y {\displaystyle r=\ell /(1+e)}, para {\displaystyle \theta =\pi } y {\displaystyle \theta =0} es
{\displaystyle a={\frac {\ell }{1-e^{2}}}.}
En una elipse, el semieje mayor es la media geométrica de la distancia del centro a cualquiera de los focos y la distancia del centro a cualquiera de las directivas.
El semieje menor de una elipse va desde el centro de la elipse (un punto a mitad de camino y sobre la línea que discurre entre los focos) hasta el borde de la elipse. El semieje menor es la mitad del eje menor. El eje menor es el segmento de línea más largo perpendicular al eje mayor que une dos puntos del borde de la elipse.
El semieje menor b se relaciona con el semieje mayor a a través de la excentricidad e y el recto semilatino. {\displaystyle \ell }, de la siguiente manera:
{\displaystyle {\begin{aligned}b&=a{\sqrt {1-e^{2}}},\\\mathbb {N} ya\ell &=b^{2}.\end{aligned}}}
Una parábola puede obtenerse como el límite de una secuencia de elipses en las que se mantiene fijo un foco mientras se permite que el otro se aleje arbitrariamente en una dirección, manteniendo fijo el {\displaystyle \ell }. Así, a y b tienden al infinito, a más rápido que b.
La longitud del semieje menor también podría hallarse mediante la siguiente fórmula:
{\displaystyle 2b={\sqrt {(p+q)^{2}-f^{2}}},}
donde f es la distancia entre los focos, p y q son las distancias de cada foco a cualquier punto de la elipse.

## Hiperbola
El semieje mayor de una hipérbola es, según la convención, más o menos la mitad de la distancia entre las dos ramas; si ésta es a en la dirección x la ecuación es:
{\displaystyle {\frac {\left(x-h\right)^{2}}{a^{2}}}-{\frac {\left(y-k\right)^{2}}{b^{2}}}=1.}
En términos del semilato recto y la excentricidad tenemos
{\displaystyle a={ell \over e^{2}-1}.} Se trata de un eje transversal de una hiperbólica.
El eje transversal de una hipérbola coincide con el eje mayor.
En una hipérbola se puede trazar un eje conjugado o eje menor de longitud {\displaystyle 2b}, correspondiente al eje menor de una elipse, perpendicular al eje transversal o eje mayor, conectando este último los dos vértices (puntos de inflexión) de la hipérbola, intersecándose ambos ejes en el centro de la misma. Los puntos extremos {\displaystyle (0,\pm b)} del eje menor se encuentran a la altura de las asíntotas sobre/bajo los vértices de la hipérbola. Cualquiera de las dos mitades del eje menor se denomina semieje menor, de longitud b.  Denotando la longitud del eje semimayor (distancia del centro a un vértice) como a, las longitudes de los ejes semimor y semimayor aparecen en la ecuación de la hipérbola respecto a estos ejes de la siguiente manera:
{\displaystyle {\frac {x^{2}}{a^{2}}}-{\frac {y^{2}}{b^{2}}}=1.}
El semieje menor es también la distancia de uno de los focos de la hipérbola a una asíntota. A menudo se denomina parámetro de impacto, y es importante en física y astronomía, y mide la distancia por la que una partícula perderá el foco si su viaje no es perturbado por el cuerpo en el foco.
El semieje menor y el semieje mayor se relacionan a través de la excentricidad, de la siguiente manera:
{\displaystyle b=a{\sqrt {e^{2}-1}}.}
Nótese que en una hipérbola b puede ser mayor que a.

## Astronomía

### Período orbital
.

Log-log plot of period T vs semi-major axis a (average of aphelion and perihelion) (promedio de afelio y perihelio) de algunas órbitas del Sistema Solar (las cruces indican los valores de Kepler) mostrando que a^{3}{hairsp/T^{2}} es constante (línea verde)

En astrodinámica el período orbital T de un cuerpo pequeño que orbita alrededor de un cuerpo central en una órbita circular o elíptica es:
{\displaystyle T=2\pi {\sqrt {\frac {a^{3}}{\mu }}},}
donde:
a es la longitud del semieje mayor de la órbita,
{\displaystyle \mu } es el parámetro gravitacional estándar del cuerpo central.
Obsérvese que para todas las elipses con un semieje mayor dado, el período orbital es el mismo, sin tener en cuenta su excentricidad.
El momento angular específico h de un cuerpo pequeño que orbita alrededor de un cuerpo central en una órbita circular o elíptica es
{\displaystyle h={\sqrt {a\mu (1-e^{2})}},}
donde:
a y {\displaystyle \mu } son como se definió anteriormente,
e es la excentricidad de la órbita.
En astronomía, el semieje mayor es uno de los elementos orbitales más importantes de una órbita, junto con su periodo orbital. Para los objetos del Sistema Solar, el semieje mayor está relacionado con el periodo de la órbita por tercera ley de Kepler (originalmente empíricamente derivada):
{\displaystyle T^{2}\propto a^{3},}
donde T es el periodo, y a es el semieje mayor. Esta forma resulta ser una simplificación de la forma general para el problema de los dos cuerpos, determinada por Newton:
{\displaystyle T^{2}={\frac {4\pi ^{2}}{G(M+m)}}a^{3},}
donde G es la constante de gravitación universal, M es la masa del cuerpo central, y m es la masa del cuerpo en órbita. Normalmente, la masa del cuerpo central es mucho mayor que la del cuerpo en órbita, por lo que m puede ignorarse. Haciendo esta suposición y utilizando las unidades astronómicas típicas se obtiene la forma más simple que descubrió Kepler.
La trayectoria del cuerpo en órbita alrededor del baricentro y su trayectoria relativa a su primario son ambas elipses. El semieje mayor se utiliza a veces en astronomía como la distancia primario-secundario cuando la relación de masas del primario respecto al secundario es significativamente grande ({\displaystyle M\gg m}); así, los parámetros orbitales de los planetas se dan en términos heliocéntricos. La diferencia entre las órbitas primocéntricas y las "absolutas" puede ilustrarse mejor observando el sistema Tierra-Luna. En este caso, la relación de masas es 81,30059. La distancia característica Tierra-Luna, el semieje mayor de la órbita lunar geocéntrica, es de 384 400 km. (Dada la excentricidad e = 0,0549 de la órbita lunar, su semieje menor es de 383 800 km. Por tanto, la órbita de la Luna es casi circular). La órbita lunar baricéntrica, en cambio, tiene un semieje mayor de 379 730 km, la contraórbita de la Tierra ocupa la diferencia, 4670 km. La velocidad orbital baricéntrica media de la Luna es de 1,010 km/s, mientras que la de la Tierra es de 0,012 km/s. La suma de estas velocidades da una velocidad orbital lunar media geocéntrica de 1,022 km/s; el mismo valor puede obtenerse considerando sólo el valor del semieje mayor geocéntrico.
El semieje mayor es una de las características más importantes de una órbita, junto con su período orbital. Puede ser matemáticamente probado que para un cuerpo orbitando, el semieje mayor representa la distancia media del cuerpo a la fuente central gravitacional. Para los objetos del sistema solar, el semieje mayor está relacionado con el período de la órbita por la tercera ley de Kepler, originalmente descrita como:
{\displaystyle P^{2}=ka^{3}\,}
donde P es el período medido en años, a es el semieje mayor medido en unidades astronómicas y k una constante de proporcionalidad.
Esta fórmula fue modificada por Newton al desarrollar su teoría gravitatoria, expresándola como:
{\displaystyle P^{2}={\frac {4\pi ^{2}}{GM}}a^{3}}
donde G es la Constante de gravitación universal y M es la masa del cuerpo central.

### Distancia promedio
Se suele decir que el semieje mayor es la distancia "media" entre el foco primario de la elipse y el cuerpo en órbita. Esto no es del todo exacto, porque depende de sobre qué se tome la media. La distancia media en tiempo y ángulo del cuerpo en órbita puede variar en un 50-100% respecto al semieje mayor orbital, dependiendo de la excentricidad.
- Promediando la distancia sobre la anomalía excéntrica se obtiene el semieje mayor.
- Al promediar sobre la anomalía verdadera (el ángulo orbital verdadero, medido en el foco) se obtiene el semieje menor {\displaystyle b=a{\sqrt {1-e^{2}}}}.
- Promediando sobre la anomalía media (la fracción del periodo orbital que ha transcurrido desde el pericentro, expresada como ángulo) se obtiene el promedio temporal {\displaystyle a\left(1+{\frac {e^{2}}{2}}\right)\,}.

El valor promediado en el tiempo del recíproco del radio, {\displaystyle r^{-1}}, es {\displaystyle a^{-1}}.

### Energía; cálculo del semieje mayor a partir de los vectores de estado
En astrodinámica, el semieje mayor a puede calcularse a partir de vectores de estado orbital:
{\displaystyle a=-{\frac {\mu }{2\varepsilon }}}
para una órbita elíptica y, dependiendo de la convención, igual o
{\displaystyle a={\frac {\mu }{2\varepsilon }}} para una trayectoria hiperbólica.
y
{\displaystyle \varepsilon ={\frac {v^{2}}{2}}-{\frac {\mu }{|\mathbf {r} |}}}
(energía orbital específica) y
{\displaystyle \mu =GM,}
(Parámetro gravitacional estándar), donde:
v es la velocidad orbital de vector de velocidad de un objeto en órbita,
r es un cartesianas Vector de posición de un objeto en órbita en coordenadas de un Marco de referencia con respecto al cual deben calcularse los elementos de la órbita (por ejemplo, ecuatorial geocéntrica para una órbita alrededor de la Tierra, o heliocéntrica eclíptica para una órbita alrededor del Sol),
G es la Constante de gravitación universal,
M es la masa del cuerpo gravitatorio, y
{\displaystyle \varepsilon } es la energía específica del cuerpo en órbita.
Obsérvese que para una cantidad dada de masa total, la energía específica y el semieje mayor son siempre iguales, independientemente de la excentricidad o de la relación entre las masas. A la inversa, para una masa total y un semieje mayor dados, la energía orbital específica total es siempre la misma. Esta afirmación siempre será cierta en cualquier condición.

### Semieje mayor y semieje menor de las órbitas de los planetas
Las órbitas de los planetas se citan siempre como ejemplos de elipses (primera ley de Kepler). Sin embargo, la mínima diferencia entre los ejes semimayor y semiminor muestra que son prácticamente circulares en apariencia. Esa diferencia (o relación) se basa en la excentricidad y se calcula como {\displaystyle {\frac {r_{\text{a}}}{r_{\text{p}}}}={\frac {1+e}{1-e}}}, que para las excentricidades típicas de los planetas arroja resultados muy pequeños.
La razón de la suposición de órbitas elípticas prominentes radica probablemente en la diferencia mucho mayor entre el afelio y el perihelio. Esa diferencia (o ratio) también se basa en la excentricidad y se calcula como {\displaystyle {\frac {r_{\text{a}}}{r_{\text{p}}}}={\frac {1+e}{1-e}}}. Debido a la gran diferencia entre el afelio y el perihelio, Segunda ley de Kepler se visualiza fácilmente. 
|          | Excentricidad | Semieje mayor a (AU) | Semieje menor b (AU) | Diferencia (%) | Perihelio (AU) | Afelio (AU) | Diferencia (%) |
| -------- | ------------- | -------------------- | -------------------- | -------------- | -------------- | ----------- | -------------- |
| Mercurio | 0.206         | 0.38700              | 0.37870              | 2.2            | 0.307          | 0.467       | 52             |
| Venus    | 0.007         | 0.72300              | 0.72298              | 0.002          | 0.718          | 0.728       | 1.4            |
| Tierra   | 0.017         | 1.00000              | 0.99986              | 0.014          | 0.983          | 1.017       | 3.5            |
| Marte    | 0.093         | 1.52400              | 1.51740              | 0.44           | 1.382          | 1.666       | 21             |
| Júpiter  | 0.049         | 5.20440              | 5.19820              | 0.12           | 4.950          | 5.459       | 10             |
| Saturno  | 0.057         | 9.58260              | 9.56730              | 0.16           | 9.041          | 10.124      | 12             |
| Urano    | 0.046         | 19.21840             | 19.19770             | 0.11           | 18.330         | 20.110      | 9.7            |
| Neptuno  | 0.010         | 30.11000             | 30.10870             | 0.004          | 29.820         | 30.400      | 1.9            |